# Lista de hidrovias do Brasil
Este anexo contém a lista de hidrovias fluviais do Brasil. A seguir estão relacionadas as mais importantes hidrovias do Brasil.
- Hidrovia do Madeira
- Hidrovia Paraguai-Paraná
- Hidrovia Tietê - Paraná
- Hidrovia do Mercosul
- Hidrovia Tocantins-Araguaia
- Hidrovia do São Francisco
- Hidrovia do Solimões-Amazonas